# Clase TI
La clase TI de superpetroleros comprende los barcos TI Africa, TI Asia, TI Europe y TI Oceania (nombres dados inicialmente en julio de 2004), donde "TI" se refiere al operador del grupo de petroleros ULCC, Tankers International. La clase fueron los primeros ULCC (transportadores de crudo ultragrandes) que se construyeron en 25 años.
Por desplazamiento, tonelaje de peso muerto (≈ masa de carga) y tonelaje bruto (un valor de fórmula basado en el volumen interno, no en la masa), los barcos de clase TI son más pequeños solo que el Pioneering Spirit.
En comparación con la clase TI, los portacontenedores de la clase Maersk Triple E son más largos y tienen un mayor volumen de carga, incluidos los contenedores sobre cubierta.
El anterior barco más grande, el superpetrolero Seawise Giant, fue desguazado en 2010.

## Unidades
| Número | Buque | Bandera                   | Número IMO | Entrada en servicio | Estado      | Propietario | Notas |
| ------ | --- | ------------------------- | ---------- | ------------------- | ----------- | --- | --- |
| 1      | FSO Asia (desde noviembre de 2009) Nombres anteriores: TI Asia (desde julio de 2004) Hellespont Alhambra (desde marzo de 2002)                  | Bandera de Islas Marshall | 9224752    | marzo de 2002       | En servicio | TI Asia Ltd (Euronav) | FSO localizado en el campo petrolífero de Al Shaheen |
| 2      | FSO Africa (desde marzo de 2010) Nombres anteriores: TI Africa (desde julio de 2004) Hellespont Metropolis (desde junio de 2002)                | Bandera de Islas Marshall | 9224764    | junio de 2002       | En servicio | TI Africa Ltd (Euronav) | FSO localizado en el campo petrolífero de Al Shaheen |
| 3      | SA Europe Nombres anteriores: Europe TI Europe Hellespont Tara (desde noviembre de 2002)                                                        | Bandera de Liberia        | 9235268    | noviembre de 2002   | En servicio | Euronav hasta el cuarto trimestre de 2022, luego nuevo propietario VE Marine Services, en 2023 Minsheng Qihao (Tianjin) Shipping Leasing Co Ltd | FSO ubicado frente a la costa del puerto de Kuala Sungai Linggi, Malasia Desde mayo de 2020, el Europa estuvo anclado frente a Malasia. Encontrado en cerca de Singapur en agosto de 2023. |
| 4      | OCEANIA (desde julio de 2018) Nombres anteriores: Overseas Laura Lynn TI Oceania (desde julio de 2004) Hellespont Fairfax (desde abril de 2003) | Bandera de Bélgica        | 9246633    | abril de 2003       | En servicio | Euronav NV | En septiembre de 2019, FSO se encontraba frente a la costa del puerto de Kuala Sungai Linggi, Malasia                                                                                      |